# Munszigondźo
Munszigondźo (beng. মুন্সীগঞ্জ; ang. Munshiganj) – miasto w Bangladeszu (prowincja Dhaka). W 2001 roku liczyło ok. 108 tys. mieszkańców.